# Губеревачке шуме
Губревачке шуме су шуме које представљају окосницу јужног београдског излетничког подручја заједно са планином Космај и Липовичком шумом.

## Опште информације
Простиру се преко београдских општина Сопот и Барајево. Приипадају Централној шумској области, Посавско-подунавском шумском подручје. Са овим шумама газдује и управља ШП „Београд” као делу ЈП „Србијашуме”.
Катастарске општине на територији Сопота су Бабе, Губеревци, Дучина, Парцани, Слатина,
Сопот и Стојник. На општини Барајево шуме се простиру на катастарским општинама Лисовић, Бељина, Манић, Рожанци и Барајево.
Газдинску јединицу „Губеревачке шуме” чине више одвојених шумских комплекса, југоисточно од Београда. Највећи комплекс се налази на простору Губереваца, по којима је и
основа добила назив. Комлекс се простире од Парцанског виса у сливу потока Целевца и реке Прутен. Подручје карактерише висок степен биолошке разноврсности, располаже изузетно богатим фондом биљног и животињског света, као и бројним представницима ретких и ендемичних врста.